# جماهير نادي ليفربول
جماهير نادي ليفربول أو جماهير الريدز هم جماهير نادي ليفربول.

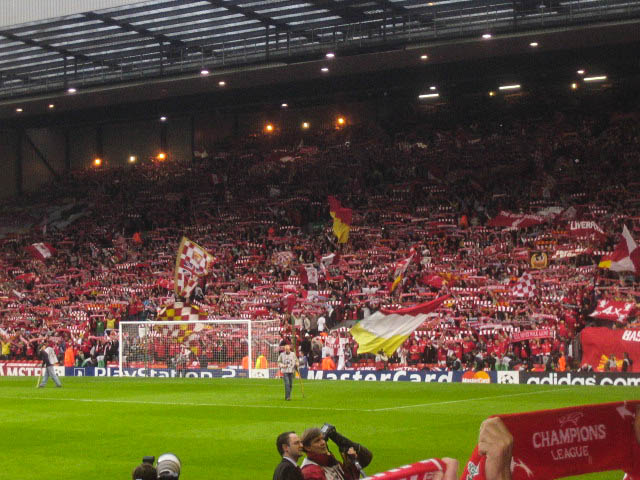
كوبيتيز في مدرج الكوب

يعتبر نادي ليفربول واحد من أكثر الأندية جماهيرية في العالم. فقاعدته الجماهيرية تضم أكثر من 200 نادي للمشجعين معرف فيه من قبل النادي، في أكثر من 50 دولة في جميع أنحاء العالم، مما يجعل النادي يستفيد من هذه الجماهيرية من خلال جولاته الصيفية. جماهير ليفربول غالباً ما تشير لنفسها يإسم كوبيتيز (بالإنجليزية: Kopites)‏، وهو لقب يطلق هلى الجماهير المتواجدة في مدرج الكوب بملعب الإنفيلد.
جماهير النادي كانوا طرف في كارثتين كرويتين. كارثة ملعب هيسل (بالإنجليزية: Heysel Stadium disaster)‏ هي حادثة وقعت في 29 مايو 1985، عندما إنهار جدار تحت ضغط الجمهور الهاربين في ملعب هيسل في بروكسل، كنتيجة لأعمال شغب قبل بداية مباراة نهائي كأس الأندية الأوروبية البطلة 1985 بين نادي ليفربول الإنجليزي ونادي يوفنتوس الإيطالي. 39 شخصاً لقوا حتفهم، 32 من مشجعي يوفينتوس، وأصيب 600 شخصاً.
كارثة هيلزبره (بالإنجليزية: Hillsborough disaster)‏ هي حادثة وقعت في 15 أبريل 1989 في ملعب هيلسيبرة، ملعب نادي شيفيلد وينزداي في شفيلد بإنكلترا، خلال مباراة كرة قدم بين نوتينغهام فورست و نادي ليفربول ضمن الدور القبل النهائي من بطولة كأس الاتحاد الإنجليزي لكرة القدم. و توفي ستة وتسعون مشجع لليفربول نتيجة للاكتظاظ عند نهاية النفق. الكارثة وصفت لاحقاً بـ«الساعة الأحلك في تاريخ منافسات الويفا».

## اُنظر أيضًا
- جماهير بايرن ميونخ.
- جماهير نادي برشلونة.